# Reichsbahndirektion Stettin

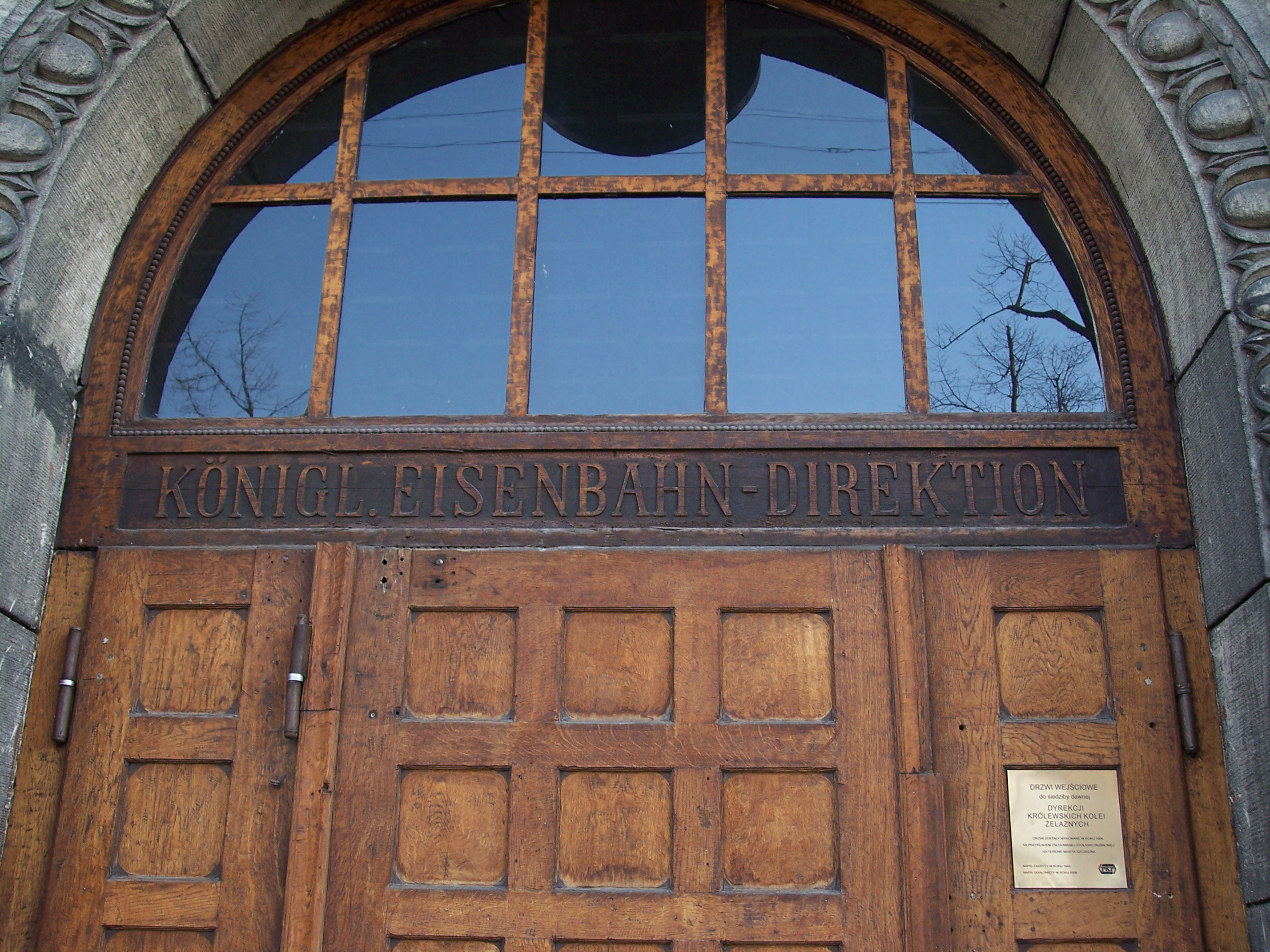
Eingangsportal mit erhaltener Inschrift in Stettin

Die Reichsbahndirektion Stettin war eine Eisenbahndirektion mit Sitz in Stettin.

## Geschichte
Organisatorische Vorläufer der Direktion waren die Königliche Direktion der Berlin-Stettiner Eisenbahn der Preußischen Staatsbahnen ab 1879 und die Königliche Eisenbahn-Direktion Stettin (KED Stettin) ab 1895. Als 1920 die preußische Staatsbahn in der Deutschen Reichsbahn aufging, erhielt die Direktion in der Folge die Bezeichnung Reichsbahndirektion Stettin.
Die Reichsbahndirektion verlegte am 20. März 1945 ihren Sitz nach Neustrelitz, wobei zunächst noch Personal in Stärke von etwa 500 Personen in Stettin verblieb. Eine Dependance des Wagenbüros sollte in Prenzlau, eine in Stralsund entstehen. Am 4. April wurde die Prenzlauer Abteilung nach Neustrelitz verlegt. Am 27. April 1945 flüchtete das leitende Personal, darunter der Präsident der Reichsbahndirektion, Bruno Wenzel, mit dem sogenannten „Befehlszug“ von Neustrelitz über Rostock und Lübeck nach Schleswig-Holstein. Am 2. Mai 1945 wurde die RBD Stettin „wegen Verlusts des Bezirkes“ aufgegeben, im Juli 1945 im Bahnhof Benz (an der Bahnstrecke Malente-Gremsmühlen–Lütjenburg) formell aufgelöst. Der Befehlszug war zuvor, da kein entsprechend langer Bahnsteig vorhanden war, auf drei Bahnhöfe verteilt worden: Benz, Lensahn und Oldenburg. Eine Gedenktafel am Empfangsgebäude in Benz erinnert an die Auflösung.
Nach Einmarsch der sowjetischen Streitkräfte nahm die RBD Stettin zunächst in Stettin ihren Betrieb wieder auf. Zu diesem Zeitpunkt war die genaue Grenzziehung für die unter polnische Verwaltung kommenden Ostgebiete noch unklar. Am 21. Juli 1945 wurde die Direktion nach Übernahme Stettins durch die polnische Verwaltung auf Weisung der SMAD nach Pasewalk verlegt, zunächst bezeichnet als „RBD Stettin, Sitz Pasewalk“. Da im stark zerstörten Pasewalk keine geeigneten Räume für die Direktion verfügbar waren, wurde sie am 6. Oktober 1945 nach Greifswald verlegt. Bis 1991 war die nunmehrige Reichsbahndirektion Greifswald Teil der Reichsbahn in der Sowjetischen Besatzungszone und ab 1949 in der DDR.

## Zuständigkeitsbereich
Das Gebiet der Direktion erstreckte sich zum größten Teil über die preußische Provinz Pommern und reichte im Westen bis Rostock, im Südwesten bis vor die Tore Berlins.
Bedeutende Strecken innerhalb der Direktion waren:
- (Berlin)–Neustrelitz–Neubrandenburg–Stralsund–Saßnitz (Hafen)–(Schweden)
- (Berlin)–Angermünde–Stettin und Pasewalk–Stralsund der Stettiner Bahn
- Stettin–Stargard–Köslin–Stolp–Lauenburg (Pommern)–(Danzig)

Ein Verzeichnis der Bahnbetriebswerke der Direktion Stettin findet sich unter Liste der Bahnbetriebswerke in Deutschland.